# 隔蓂記
『隔蓂記』（かくめいき）は、金閣寺の住職・鳳林承章が1635年-1668年に書き綴った日記。後水尾天皇時代の上流文化を知る貴重な資料として知られる。
鳳林承章は、茶の湯などを通じて、公家から武士・町人まで幅広い人脈を持ち、そうした上流階級の趣味や暮らしを43歳から33年間にわたって綴った。登場人物は茶人、絵師、学者、歌人など多岐にわたり、華やかな寛永文化を彩る名だたる文化人の豊富な記録になっている。主な登場人物は、後水尾上皇、千宗旦、小堀遠州、金森宗和、片桐石州、桑山一玄、野々村仁清、粟田宮作兵衛、池坊専好、狩野守信、山本友我、林羅山、本阿弥光甫、曽谷宗喝、糸屋十右衛門など。

## 関連文献
- 鳳林承章, 赤松俊秀『隔蓂記』鹿苑寺〈全3巻〉、1958年。国立国会図書館書誌ID:000000872569。「国立国会図書館デジタルコレクション」
- 横谷一子「『隔蓂記』にみる一町人の文芸と古典受容」『佛教大學大學院紀要』第27巻、佛教大学大学院、1999年3月、131-144頁、CRID 1050569313645958528、ISSN 1344-2422。